# Salinas y Arenales de San Pedro del Pinatar
Salinas y Arenales de San Pedro del Pinatar este o arie protejată (arie specială de conservare — SAC, sit de importanță comunitară — SCI, arie de protecție specială avifaunistică — SPA) din Spania întinsă pe o suprafață de 828,92 ha, integral pe uscat.

## Localizare
Centrul sitului Salinas y Arenales de San Pedro del Pinatar este situat la coordonatele 37°48′32″N 0°45′37″W / 37.8089°N 0.7603°V.

## Înființare
Situl Salinas y Arenales de San Pedro del Pinatar a fost declarat arie de protecție specială avifaunistică în ianuarie 1999 pentru a proteja 91 de specii de animale. Alte tipuri de protecție:
- sit de importanță comunitară (în aprilie 1999)
- arie specială de conservare (în octombrie 2019)[1][3][4]

## Biodiversitate
Situată în ecoregiunile marină mediteraneană și mediteraneană, aria protejată conține 18 habitate naturale: Pășuni mediteraneene udate de apa mării (Juncetalia maritimi), Tufărișuri halo-nitrofile (Pegano-Salsoletea), Dune cu vegetație ierboasă Malcolmietalia, Dune mobile de-a lungul țărmului cu Ammophila arenaria („dune albe”), Dune de coastă cu Juniperus spp., Galerii și tufărișuri riverane sudice (Nerio-Tamaricetea și Securinegion tinctoriae), Stepe sărăturate mediteraneene (Limonietalia), Tufărișuri halofile mediteraneene și termo-atlantice (Sarcocornetea fruticosi), Dune mobile cu vegetație embrionară, Vegetație anuală la limita mareei, Lagune de coastă, Dune de pe litoral fixate cu Crucianellion maritimae, Salicornia și alte specii anuale care populează regiunile mlăștinoase și nisipoase, Dune cu tufărișuri sclerofile Cisto-Lavenduletalia, Dune cu vegetație ierboasă Brachypodietalia cu specii anuale, Recifuri, Straturi cu Posidonia (Posidonion oceanicae), Bancuri de nisip acoperite în permanență slab de apă marină.
La baza desemnării sitului se află mai multe specii protejate:
- păsări (85): lăcar mare (Acrocephalus arundinaceus), fluierar de munte (Actitis hypoleucos), pescăruș albastru (Alcedo atthis), rață lingurar (Anas clypeata), rață pitică (Anas crecca), rață fluierătoare (Anas penelope), stârc cenușiu (Ardea cinerea), pietruș (Arenaria interpres), ciuf de câmp (Asio flammeus), rață-cu-cap-castaniu (Aythya ferina), pasărea ogorului (Burhinus oedicnemus), ciocârlie-cu-degete-scurte (Calandrella brachydactyla), Calidris alba, fugaci de țărm (Calidris alpina), fugaci mic (Calidris minuta), prundăraș de sărătură (Charadrius alexandrinus),  prundaș gulerat mic (Charadrius dubius), prundaș gulerat mare (Charadrius hiaticula), chirighiță-cu-obraz-alb (Chlidonias hybridus), chirighiță neagră (Chlidonias niger), erete de stuf (Circus aeruginosus), porumbel gulerat (Columba palumbus), egretă albă (Egretta alba), egretă mică (Egretta garzetta), șoim călător (Falco peregrinus), vânturel roșu (Falco tinnunculus), cinteză (Fringilla coelebs), ciocârlan (Galerida cristata), becațină comună (Gallinago gallinago), găinușă de baltă (Gallinula chloropus), pescăriță râzătoare (Gelochelidon nilotica), scoicar (Haematopus ostralegus), acvilă pitică (Hieraaetus pennatus), piciorong (Himantopus himantopus), stârc pitic (Ixobrychus minutus), capîntortură (Jynx torquilla), Larus argentatus, Larus audouinii, pescăruș negricios (Larus fuscus), Larus genei, pescăruș-cu-cap-negru (Larus melanocephalus), pescăruș râzător (Larus ridibundus), sitar de mal nordic (Limosa lapponica), sitar de mâl (Limosa limosa), grelușel-de-zăvoi (Locustella luscinioides), gușă albastră (Luscinia svecica), Marmaronetta angustirostris, ciocârlie de bărăgan (Melanocorypha calandra), Mergus serrator, prigoare (Merops apiaster), codobatura galbenă (Motacilla flava), muscar sur (Muscicapa striata), culic mare (Numenius arquata), Numenius phaeopus, pietrar mediteranean (Oenanthe hispanica), pietrar sur (Oenanthe oenanthe), ciuf-pitic (Otus scops), vultur pescar (Pandion haliaetus), cormoran mare (Phalacrocorax carbo), bătăuș (Philomachus pugnax), Phoenicopterus ruber, codroșul de pădure (Phoenicurus phoenicurus), lopătar (Platalea leucorodia), ploier argintiu (Pluvialis squatarola), corcodel mare (Podiceps cristatus), corcodel-cu-gât-negru (Podiceps nigricollis), cristei de baltă (Rallus aquaticus), ciocântors (Recurvirostra avosetta), pițigoi-pungar (Remiz pendulinus), lăstun de mal (Riparia riparia), mărăcinar (Saxicola rubetra), chiră mică (Sterna albifrons), chiră de baltă (Sterna hirundo), chiră de mare (Sterna sandvicensis), turturică (Streptopelia turtur), silvie roșcată (Sylvia cantillans), Sylvia conspicillata, silvie de tufiș (Sylvia undata), călifar alb (Tadorna tadorna), fluierar negru (Tringa erythropus), fluierar de mlaștină (Tringa glareola), fluierar cu picioare verzi (Tringa nebularia), fluierarul de zăvoi (Tringa ochropus), fluierarul cu picioare roșii (Tringa totanus), pupăză (Upupa epops)
- mamifere (5): liliac cu aripi lungi (Miniopterus schreibersii), liliac cu picioare lungi (Myotis capaccinii), liliac comun (Myotis myotis), liliacul mediteranean cu potcoavă (Rhinolophus euryale), liliacul mare cu potcoavă (Rhinolophus ferrumequinum)
- pești (1): Aphanius iberus

Pe lângă speciile protejate, pe teritoriul sitului au mai fost identificate 14 specii de plante, 37 de specii de păsări, 1 specie de amfibieni, 5 specii de mamifere, 4 specii de nevertebrate, 1 specie de pești, 14 specii de reptile.